# Den nya nordiska floran
Den nya nordiska floran är en flora som vänder sig till nybörjare, botaniker, taxonomer, växtgeografer, naturvårdare och ekologer. I detta verk beskrivs samtliga kärlväxter från Sverige, Danmark, Norge, Finland, Färöarna, Island, Svalbard, Bjørnøya och Jan Mayen med illustrationer och text. Illustrationer är gjorda av Bo Mossberg och texten skriven av Lennart Stenberg, i nära samarbete med ledande nordiska botaniker, bland annat Thomas Karlsson från Naturhistoriska riksmuseet, som står för faktagranskning. 
Upplysning ges om växternas blomningstid, frekvens, ekologi, typiska växtplatser, viktiga kännetecken och variationer i avseende på stammar, blad, blommor och frukter. Illustrerade kartor visar växternas utbredning. Den omfattar 3 250 växter, fördelade på 150 växtfamiljer. 
Namnen i Den nya nordiska floran kan skilja sig från dem som används i andra floror, men följer Svenska kärlväxter av Thomas Karlsson, där samtliga kända kärlväxter i Norden anges med svenska och vetenskapliga namn. Detta är den första listan över officiella svenska kärlväxtnamn i Sverige och utkom 1997. Nyheter och ändringar publiceras i Svensk Botanisk Tidskrift och på internet.
Boken är en utökning och omarbetning av Den nordiska floran (förstaupplaga 1992) av Stenberg och Mossberg (cirka 2 500 arter). Nytt är att bland annat Svalbard inlemmats och att särskilt apomikterna behandlas utförligare (maskrossläktet har utökats från tre till fjorton sidor och björnbären från en och en halv sida till tretton), liksom nyinkomna och tillfälliga adventivväxter. 
Utgiven 2003 av Wahlström & Widstrands förlag.
Den är utgiven på danska 2005 som Den nye nordiske flora (ISBN 978-87-02-02997-0), samma år på finska som Suuri Pohjolan kasvio (ISBN 978-95-13-16779-0), och 2007 på norska som Gyldendahls store nordiske flora (ISBN 978-82-05-42485-2). En nerbantad version som behandlar 1 000 arter har utgivits som Svensk fältflora 2006 (ISBN 978-91-46-21336-9).